# Де Морган, Жак Поликарп
Жак Поликарп Морган (фр. Jacques Polycarpe Morgan; 26 января 1759, Амьен, провинция Пикардия, Королевство Франция — 27 июня 1843, Шамаранд, Сена и Уаза, Королевство Франция) — французский военный деятель, генерал-лейтенант (1818 год), участник революционных и наполеоновских войн.

## Биография
Родился в семье Жана-Батиста Моргана, происходил из буржуазного рода, награждённого дворянским достоинством. В 1777 году начал военную службу кадетом в пехотном полку Дийона, в 1782 году произведён в капитаны Люксембургского легиона, служил в Бресте и Лорьяне, в феврале 1783 года был арестован по королевскому указу, но сумел бежать, в 1789 году вышел в отставку.
В 1792 году возвратился к активной службе с назначением адъютантом генерала Дюмурье в Армии Бельгии, 28 февраля 1793 года заменил Дюмона на посту командира 2-го корпуса гусар Свободы, 1 марта 1793 года был утверждён в должности. 18 марта 1793 года получил сабельное ранение в сражении при Неервиндене, ранен в ногу при штурме редута Аллюен, 20 марта 1793 года — командир бригады, возглавил 10-й гусарский полк, который 4 июня 1793 года сменил номера на 9-й. 25 сентября 1793 года по доносу командира эскадрона Видаля и генерала Бодуена-Буланже отстранён от службы как «доверенное лицо Дюмурье» и 18 декабря 1793 года вышел в отставку.
В конце 1794 года назначен в Северную армию, 10 марта 1795 года произведён в бригадные генералы, 13 июня 1795 года был утверждён в данном звании, с 1 июня по 30 сентября 1795 года занимал пост коменданта Антверпена, затем пост коменданта Ипра, после роялистского восстания 13 вандемьера уволен из армии и 4 сентября 1797 года внесён в список депортированных на остров Олерон.
В январе 1801 года получил свободу, и вернулся во Францию, 27 апреля 1802 года декретом Первого консула восстановлен на службе с чином бригадного генерала и 14 августа 1802 года определён в распоряжение морского министра, 23 декабря 1802 года направлен на Санто-Доминго с приказом возглавить вооружённые силы южной части острова, но уже 30 июня 1803 года попал в плен к англичанам при захвате фрегата «Креоль». В январе 1804 года получил свободу в процессе обмена военнопленными, возвратился на родину и 28 апреля определён в распоряжение военного министра, 15 мая 1804 года — командующий департамента Верхней Гаронны. 9 февраля 1806 года — командующий департамента Арьеж, 29 марта 1807 года — командующий департамента Сарта, 21 апреля 1809 года направлен в Булонский лагерь и 19 мая назначен командующим побережья от Кале до Дюнкерка. 21 ноября 1810 года переведён в состав Армии Неаполя и занимался обеспечением связи между Отранто и островом Корфу, 22 августа 1811 года возвратился во Францию по состоянию здоровья.
10 декабря 1811 года зачислен в состав Южной Армии в Испании, 1 июня 1812 года возглавил бригаду в 1-й пехотной дивизии этой армии, 18 мая 1813 года возвратился во Францию и получил назначение в Наблюдательный корпус Италии, 7 февраля 1814 года — командир 15-й бригады Национальной гвардии Суассона.
При первой реставрации Бурбонов оставался без служебного назначения, во время «Ста дней» присоединился 23 марта 1815 года к Императору и 7 июня определён в распоряжение генерала Газана для участия в обороне Соммы. После второй реставрации вышел 4 сентября 1815 года в отставку, 8 марта 1818 года награждён чином почётного генерал-лейтенанта. Умер 27 июня 1843 года в Шамаранде в возрасте 84 лет.

## Награды
Легионер ордена Почётного легиона (25 марта 1804 года)
 Командан ордена Почётного легиона (14 июня 1804 года)
 Кавалер военного ордена Святого Людовика (17 сентября 1814 года)